# Порода тварин
Порода тварин — це сукупність особин у межах певного виду тварин, яка має генетично обумовлені стабільні характеристики (властивості та ознаки), що відрізняють її від інших сукупностей особин цього виду тварин, стійко передають їх потомкам та є результатом інтелектуальної, творчої діяльності людини.
За визначенням Інституту розведення і генетики тварин Української академії аграрних наук:
Порода є продуктом людської праці з певним масивом тварин. Вона виникає і прогресує під впливом конкретних соціально-економічних факторів у певних ґрунтово-кліматичних та господарських умовах у результаті тривалої, систематичної і цілеспрямованої роботи. Тварини, що входять до складу породи, повинні становити достатньо велику чисельність, мати спільність походження, консолідовані породні ознаки (тип, екстер'єр, продуктивність). Порода має заводську структуру (внутріпородні типи, заводські лінії і родини), консолідованість і водночас варіабельність за господарськи корисними ознаками, придатність до певної технології утримання.
Тварини однієї породи схожі за типом будови тіла, продуктивністю, плодючістю, мастю. Це дає змогу відрізняти їх від таких іншої породи. У породі повинна бути достатня кількість тварин, інакше обмежується можливість застосування відбору та підбору, що швидко призводить до вимушеного спорідненого парування і як наслідок — до виродження породи.
Чисельність тварин у породі залежить від їхнього виду, пристосованості до природно-кліматичних умов, якості плідників, швидкості зміни поколінь, цінності й віку породи та інших факторів. У кожній новій породі має приблизно налічуватися племінних маток не менше: коні — 2 000 голів, свині — 5 000, велика рогата худоба — 5 000, вівці скороспілих м'ясо-вовнових порід — 10 000, інших порід — 25 000, водоплавна птиця — 15 000, кури-несучки — 40 000 голів. Деякі старі породи значно численніші й налічують декілька сотень тисяч тварин.
Крім високої продуктивності й численності, порода повинна бути досить поширеною. Це збільшує можливості для створення в ній різних типів, що сприяє її подальшому поліпшенню. Великий вплив на формування особливостей порід мають природно-географічні умови — особливості ґрунтів, рослин, клімату, рельєфу місцевості тощо.
При завезенні тварин у нові природно-кліматичні умови в їхньому організмі відбуваються фізіологічні зміни, причому в одних випадках глибокі, в інших поверхневі. Перебудова систем організму тим глибша, чим більша різниця між новими та колишніми умовами існування. Процес пристосування тварин до нових умов існування називається акліматизацією і тривати вона може кілька поколінь.
Помісні та гібридні тварини акліматизуються легше, ніж чистопородні, молоді краще, ніж дорослі. Швидшій акліматизації сприяють повноцінна годівля, належні умови утримання, ретельний догляд. Якщо порода в нових умовах не знижує плодючості й основної продуктивності, заради якої її розводять, то вона вважається такою, що легко акліматизується. Це стосується порід широкого ареалу, таких як велика біла порода свиней, вівці-мериноси, симентальська, голландська, швіцька, герефордська породи великої рогатої худоби.

## Структура
Породи сільськогосподарських тварин мають свою структуру, основними складовими частинами якої є: відріддя, породна група, внутрішньопородний тип, заводський тип, лінія, родина.
Відріддя (зональний тип) — досить велика за чисельністю частина породи, добре пристосована до умов зони поширення. Симентальська порода, наприклад, розпадається на кілька відрідь: Українське, Східного і Західного Сибіру, Поволжя та ін. В Україні симентали Степу, Лісостепу, передгірної та гірської зон Карпат.
Породна група — це велика однорідна група тварин, яка є основою для створення нової породи. Вона характеризується певним типом будови тіла й напрямом продуктивності, але ще не набула стійких ознак, характерних для нової породи. Породна група повинна налічувати певну кількість тварин і складатися з кількох неспоріднених між собою ліній та родин.
Внутрішньопородний тип — однорідна група тварин в межах породи, які відрізняються напрямом продуктивності, конституційно-екстер'єрними ознаками, пристосованістю до умов розведення. Серед свиней великої білої породи є тварини як м'ясного, так і сального типів, у симентальській породі — молочно-м'ясного та м'ясо-молочного типів тощо.
Заводський тип — порівняно однорідна, дещо обмежена група тварин із специфічними особливостями будови тіла і продуктивності, характерними для тварин тільки певного племінного заводу або дочірніх господарств.
Лінія — це група високопродуктивних племінних тварин, що походять від видатного родоначальника і мають подібні з ним господарсько корисні ознаки. В заводських породах повинні бути 10 — 15 ліній.
Родина — група високопродуктивних племінних маток, які походять від видатної родоначальниці й мають подібні з нею певні біологічні та господарські ознаки, що стійко передаються потомству.

## Племінна і неплемінна частини
Усі породи поділяються на племінну та неплемінну (користувальну) частини. Племінне тваринництво займається виведенням нових порід, удосконаленням існуючих, вирощуванням молодняку для поліпшення стад неплемінних ферм. Ця робота проводиться у племзаводах та в інших племінних господарствах. Мета користувального тваринництва — власне виробляти товарну продукцію.

## Класифікація порід
Породи тварин створювалися у різний час і в неоднакових географічних, кліматичних, соціально-економічних умовах. Тварин, подібних за екстер'єрно-конституціональними особливостями, живою масою, продуктивністю, плодючістю та іншими ознаками, прийнято об'єднувати у певні групи (класи). У різний час пропонувалося багато класифікацій, але найпоширенішими є ті, що ґрунтуються на таких основних принципах, як ареал (розповсюдження) породи, місце походження (географічний принцип), рівень племінної роботи з породою та напрям продуктивності.
За поширенням виділяють чотири типи порід:
- широкого ареалу — по всій земній кулі;
- міжзональні — поголів'я менше, ніж у по-передній групі;
- зональні — в одній певній зоні;
- локальні породи — в обмеженому регіоні (область, край).

За місцем виведення породи поділяють на:
- низинні й гірські;
- степові та лісові;
- континентальні й острівні;
- північні та південні тощо.

При класифікації за кількістю та якістю праці, затраченої на формування порід, їх поділяють на три групи: примітивні, заводські (культурні) й перехідні.
Продукція — головне, заради чого розводять сільськогосподарських тварин, тому класифікації за продуктивністю надають великого значення. Від тварин, як правило, одержують кілька видів продукції. Якщо ж одна з них переважає інші, то таку породу вважають спеціалізованою за даним напрямом продуктивності. У зоотехнії породи тварин за напрямом продуктивності поділяють на спеціалізовані й комбіновані.

## Списки порід свійських тварин
- Список котячих порід
- Список порід собак
- Породи великої рогатої худоби
- Список порід коней
- Список порід кіз
- Породи курей